# Нелей (сын Посейдона)
Нелей (др.-греч. Νηλεύς, «безжалостный») — персонаж греческой мифологии, сын Посейдона и Тиро, брат-близнец Пелия, основатель и царь Пилоса в Мессении. Отец персонажа гомеровских поэм Нестора.

## Происхождение
Мать Нелея Тиро была дочерью Салмонея из рода Эолидов, царя основанного им самим города Салмония в Элиде. По отцу она происходила от Эллина и Прометея (в третьем и пятом коленах соответственно), по матери — от царей Аркадии. После гибели Салмонея Тиро воспитывалась у своего дяди Крефея, царя города Иолк в Фессалии; она влюбилась в речного бога Энипея, и облик последнего принял Посейдон, чтобы овладеть ею. От Посейдона Тиро родила близнецов, Нелея и Пелия.
Позже Тиро стала женой Крефея и родила ещё трёх сыновей — Эсона, Ферета и Амифаона.

## Биография
Античные авторы по-разному рассказывают о первых годах жизни Нелея и Пелия. Согласно Ферекиду и Псевдо-Аполлодору, Тиро скрыла сам факт рождения близнецов: она бросила детей в поле, там их нашёл пастух и усыновил. Но Гомер пишет, что Посейдон приказал Тиро растить сыновей с любовью, никому не говоря, кто их настоящий отец. Поэтому Нелей был рождён во дворце и воспитан как законный сын царя Иолка. Наконец, согласно Диодору Сицилийскому, Тиро родила близнецов открыто и рассказала, что это дети Посейдона; происходило это ещё при жизни Салмонея и в его царстве, и Салмоней не поверил дочери. Именно его скверное обращение с Тиро после этих событий стало причиной его гибели.
По одной из версий мифа, близнецы уже взрослыми узнали, кто их мать, и убили оскорблявшую её мачеху Сидеро, вцепившуюся руками в алтарь Геры (таким образом они жестоко оскорбили богиню). Потом они силой отстранили от власти старшего сына Крефея Эсона. Пелий стал царём Иолка. Нелей же (по данным Псевдо-Аполлодора, из-за начавшейся вражды) отправился в Мессению во главе ахейцев, фтиян и эолийцев и основал там город Пилос (по другой версии, он изгнал из Пилоса Мелампода). В состав его царства вошла вся Мессения, а также часть соседних регионов. Овидий подчёркивает богатство Нелея.
Видной роли в последующих событиях «героического века» Нелей не играл: сохранилось только несколько его упоминаний. В частности, сообща с братом он организовал Олимпийские игры; позже был в числе спутников его племянника Язона, отправившегося за золотым руном. Однажды к Нелею пришёл Геракл, чтобы очиститься от убийства. По одной версии, Геракл убил тогда собственных детей от Мегары, по другой — Ифита, отец которого Эврит был гостеприимцем Нелея. Царь Пилоса отказался принять убийцу, и тогда Геракл напал на город. Нелея поддержали Аид, Арес, Посейдон и Гера, а по одной версии ещё и Аполлон, но Геракл тем не менее взял Пилос. Нелей вместе с одиннадцатью сыновьями был убит; по альтернативной версии, погибли только сыновья, а сам царь позже умер от болезни в Коринфе. Впоследствии, согласно Евмелу, единственный выживший сын Нелея Нестор искал его могилу, но царь Коринфа Сисиф не рассказал, где она.

## Семья
Нелей был женат на Хлориде, дочери Амфиона из Фив (либо сына Иасия из Орхомена, либо сына Зевса). В этом браке родились дочь Перо и двенадцать сыновей: Аластор, Антимен, Евагор, Тавр, Астерий, Пилаон, Еврибий, Деимах, Эпилай, Хромий, Периклимен, Нестор. Согласно Гигину, некий сын Нелея был убит Пелием.